# Bách Di truyện
Bách Di truyện (tiếng Trung: 百夷傳; bính âm: Bǎiyí zhuán) còn gọi là Bách Di kỷ lược (百夷纪略) là cuốn sách do hai sứ giả thời Minh là Tiền Cổ Huấn và Lý Tư Thông biên soạn vào năm 1395. Tác phẩm ghi chép về lịch sử, địa lý, tổ chức chính trị và xã hội, phong tục, âm nhạc, thực phẩm, núi sông, con người, đường xá bên trong Ty Tuyên ủy Lộc Xuyên Bình Miến. Đây được coi là một tư liệu quý phản ánh hoàn cảnh lịch sử của các tộc người ở biên giới Vân Nam và Myanmar vào cuối thế kỷ 14. Bách Di truyện có hai ấn bản gọi là Tiền bản và Lý bản có nội dung hơi khác nhau, Tiền bản thì hoàn hảo hơn, riêng Lý bản được lưu hành rộng rãi dưới hai thời Minh, Thanh.